# La Convocation (film, 2020)
Pour les articles homonymes, voir La Convocation.
Pour plus de détails, voir Fiche technique et Distribution.
La Convocation (Citation) est un film nigérian réalisé par Kunle Afolayan, sorti en 2020 sur Netflix.

## Synopsis
Une étudiante porte plainte contre un universitaire renommé, qu'elle accuse d'agression sexuelle.

## Fiche technique
Sauf indication contraire, les informations mentionnées dans cette section peuvent être confirmées par la base de données cinématographiques IMDb,  présente dans la section « Liens externes ».
- Titre français : La Convocation
- Titre original : Citation
- Réalisation : Kunle Afolayan
- Scénario : Tunde Babalola (en)
- Musique : Anu Afolayan (en) et Kentoxygen Egunjobi
- Photographie : Jonathan Kovel
- Montage : Adelaja Adebayo et Laja Adebayo
- Création graphique : Ojo Olamide Enoch
- Production : Steve Ayorinde (en), Yinka Oyedeji et Seun Soyinka
- Société de production : Golden Effects
- Société de distribution : Netflix
- Pays de production :  Nigeria
- Langues originales : anglais, wolof, yoruba, français, portugais
- Format : couleur - 1,85:1
- Genre : drame
- Durée : 151 minutes
- Date de sortie :
  - Monde : 6 novembre 2020 (Netflix)

## Distribution
Sauf indication contraire, les informations mentionnées dans cette section peuvent être confirmées par la base de données cinématographiques IMDb,  présente dans la section « Liens externes ».
- Temi Otedola (en) : Moremi
- Jimmy Jean-Louis : professeur Lucien N'Dyare
- Joke Silva : Angela
- Adjetey Anang (en) : Kwesi
- Gabriel Afolayan (en) : Koyejo
- Ini Edo : Gloria
- Ray Reboul : Kadoza

## Distinctions
Sauf indication contraire, les informations mentionnées dans cette section peuvent être confirmées par la base de données cinématographiques IMDb,  présente dans la section « Liens externes ».

### Récompense
- Africa Movie Academy Awards 2021 : meilleure bande originale pour Anu Afolayan (en) et Kentoxygen Egunjobi

### Nominations
- Ghana Movie Awards 2020 :
  - Meilleur film
  - Meilleur acteur dans un second rôle pour Adjetey Anang
- Africa Movie Academy Awards 2021 :
  - Meilleur film nigérian
  - Meilleure actrice dans un second rôle pour Ini Edo
- National Film Awards UK 2022 :
  - Meilleure performance pour Temi Otedola
  - Meilleur espoir pour Temi Otedola